# Oplatocera oberthuri
Oplatocera oberthuri là một loài bọ cánh cứng trong họ Cerambycidae.